# Lloyd C.II
Pour les articles homonymes, voir Lloyd.
Le Lloyd C.II est un biplan de reconnaissance austro-hongrois Première Guerre mondiale.

## Description
Le Lloyd C.II et ses dérivés, les C.III et C.IV ont été produits en Autriche-Hongrie pendant la Première Guerre mondiale. Ils sont dérivés d'une conception faite avant la guerre de la compagnie Lloyd CI (en), et de même ce sont des biplans classiques avec ailes en flèche arrière.
Après le déclenchement de la Première Guerre mondiale, l'avion a été quelque peu revu par ses concepteurs de la Lloyd, Wizina et von Melczer, amenant une réduction de l'envergure et de la surface des ailes, mais un accroissement du poids. Une mitrailleuse Schwarzlose de 8 mm a été ajoutée sur un support semi-circulaire pour l'observateur.
Début 1915, une centaine d'exemplaires de ce type ont été construits - cinquante par Lloyd dans leur usine de Aszód, et cinquante par WKF (de) à Vienne.

## Utilisateurs
En dehors de leur service auprès de l'aviation austro-hongroise, dix C. II ont servi en  Pologne. Ils ont été capturés en Malopolska en novembre 1918 et ont été utilisés en tant qu'avion école avant d'être retiré du service en 1920.
Le C.III a été presque identique, sauf pour l'usage d'un moteur Austro-Daimler de 120 kW (160 ch), qui a augmenté la vitesse maximale à 133 km/h. La fabrication a été de nouveau effectuée par  Lloyd et WKF, avec une production totale qui s'élève à 50-60 machines.
Le C.IV a également utilisé le moteur Austro-Daimler, quelques appareils ont été produits par Lloyd et WKF.

## Variantes
- C.II avec un moteur Heiro et 14,00 m d'envergure (100 construits)
- C.III avec moteur Austro-Daimler et 14,00 m d'envergure (8 ou 16 construit par Lloyd, 43 par la WKF)
- C.IV avec moteur Austro-Daimler produit par Lloyd avec 14,52 m d'envergure (47 construits, plus un adapté)

### bibliographie
- (en) Peter M. Grosz, Austro-Hungarian Army Aircraft of World War One, Colorado, Flying Machine Press, 2002
- (en) Bill Gunston, World Encyclopedia of Aircraft Manufacturers, Annapolis, Naval Institute Press, 1993
- (en) Justin D. Murphy, Military Aircraft: Origins to 1918, Santa Barbara, ABC-Clio, 2005
- (en) Michael J. H. Taylor, Jane's Encyclopedia of Aviation, Londres, Studio Editions, 1989